# Fremantle (azienda)
Fremantle è una società britannica che si occupa di produzione e distribuzione televisiva di proprietà di RTL Group. La sua sede centrale si trova a Londra.

## Fremantle nel mondo
La società nasce da una fusione tra la joint venture lussemburghese-tedesca CLT-UFA e la rivale britannica Pearson TV.
Negli anni precedenti e dopo la fusione, la società aveva acquisito varie società di produzione britanniche, australiane e americane tra cui Talkback, Thames Television (che in seguito si unirono in Talkback Thames), Grundy Television, Crackerjack Productions (ora fuse per diventare Fremantle Australia) e Goodson-Todman Productions (in seguito Mark Goodson Productions, ora Fremantle North America).

### Struttura della società
Fremantle è suddivisa in due divisioni principali: Creative Networks, che comprende e coordina le operazioni di produzione locale, e Fremantle Enterprises, che gestisce la distribuzione e licenze dei programmi in ogni paese.
Creative Networks si articola in tre dipartimenti: Worldwide Entertainment, Worldwide Drama e FMX.
Fremantle Enterprises è il braccio commerciale della società responsabile per la valorizzazione e lo sviluppo degli immobili Fremantle fuori campo in aree come il merchandising, internet, la televisione e le reti wireless, concentrandosi anche sulle attività più tradizionali ad essa correlate, quali i diritti di licenza, home entertainment e la musica.
Una delle divisioni di maggior rilievo di Fremantle è Fremantle North America operante negli Stati Uniti.

## Fremantle Italia
Fremantle Italia è la filiale italiana di Fremantle con sede a Roma. L'amministratore delegato è Marco Tombolini, mentre il presidente è Lorenzo Mieli. In Italia, il gruppo Fremantle controlla anche le società di produzione Wildside, The Apartment e, dal 2022, Lux Vide.
Nel 1987 l'All American Communications, di proprietà di Bertelsmann, acquista in Italia la società Mastrofilm. Tale società viene in seguito rinominata prima Pearson Television nel 1997, poi Grundy Italia nel 2002 e infine Fremantle Italia S.p.A. nel 2010.
Dal 2008 al 2013 era tra i tre fornitori maggiori della Rai, per la quale ha prodotto La squadra e Un posto al sole.
È inoltre il principale fornitore di Sky Italia per i quali produce i talent show X Factor, e The Apprentice; per Discovery ha creato i dating show Il contadino cerca moglie e Take Me Out - Esci con me. Dal 2019 torna a produrre anche per Rai e Mediaset con il talent show The Voice of Italy e il game show Chi vuol essere milionario?, in occasione del suo ventennale.
Ha acquisito la maggioranza della casa di produzione Lux Vide, e vi ha messo alla presidenza l'ex Sky Andrea Scrosati.
Produrrà il primo contenuto non-fiction di Disney+, Italia's Got Talent.

### Programmi realizzati in Italia

#### Fiction
- 'O professore (miniserie TV, 2008)
- Andata e ritorno (serie TV, 2006)
- Belli dentro (serie TV, 2005-2008)
- Casa Vianello (serie TV, 1988-2007)
- Cascina Vianello
- Costanza
- Chiamatemi Giò (serie tv, 2008/2009)
- Crociera Vianello
- Cuori rubati
- Delitti e segreti
- Diritto di difesa
- E poi c'è Filippo (miniserie TV, 2006)
- Finalmente soli (serie TV, 1999-2004)
- Finalmente Natale (film TV, 2007)
- Finalmente... aria di casa (film TV, 2008)
- Finalmente... ricchi e poveri (film TV, 2008)
- Finché c'è ditta c'è speranza
- Fiore e Tinelli (serie TV, 2007/2009)
- Gli insoliti ignoti
- Maigret (2004)
- Il mammo (serie TV, 2004-2007)
- Il segreto di Thomas
- Io e la mamma (serie TV, 1996-1998)
- La forza dell'amore
- La squadra (serie TV, 2000-2007)
- La nuova squadra (serie TV, 2008-2011)
- Ladri ma non troppo
- Leo e Beo
- Liberi di giocare (miniserie TV, 2007)
- Medicina generale, 2 (serie TV, 2006-2010)
- Non ho l'età (film TV, 2001)
- Quelli dell'intervallo (serie TV, 2005/2008)
- Sara e Rebecca
- Sin tetas no hay Paraiso
- Tequila & Bonetti (serie TV, 2001)
- Scusate il disturbo (miniserie TV, 2008)
- Un posto al sole (soap opera, 1996-in produzione)
- Un posto al sole d'estate (soap opera, 2006-2009)
- Valeria medico legale, 2 (serie TV, 2000-2002)
- Non uccidere (serie TV, 2015-2018)
- Veleno (miniserie TV, 2021)

#### Intrattenimento
- 100%
- 20$ Challenge
- Beato tra le donne
- Buona la prima!
- Calzedonia Ocean Girls
- Chi vuol essere milionario? (dal 2018)
- Compagni di scuola
- Compro casa finalmente
- Cronache di frontiera
- Distraction
- Dottori in prima linea
- Famiglie d'Italia
- Fatti l'uno per l'altra
- Furore
- Gastone
- Giardini da incubo
- Ginnaste - Vite parallele
- Greed
- H24
- Il braccio e la mente
- Il brutto anatroccolo
- Il contadino cerca moglie
- Il labirinto
- Inferno e paradiso
- Italia's Got Talent
- Kid's Got Talent
- L'AcchiappaTalenti
- La chef e la boss
- La seconda casa non si scorda mai
- L'uomo di casa
- Lucky Ladies
- Ma anche no
- Niente di personale
- Ok, il prezzo è giusto!
- Parla con lei
- Primo e ultimo
- Passo doppio
- Per tutta la vita
- Project Runway
- Sei più bravo di un ragazzino di 5ª?
- Siamo tutti invitati, citofonare Calone
- Squadre da incubo
- Stalk Radio
- Take Me Out - Esci con me
- The Apprentice
- The Voice of Italy (dal 2019)
- Wild West
- X Factor

#### Informazione e approfondimento
- Nemo - Nessuno escluso (non più in produzione)
- Non è l'Arena
- Che c'è di nuovo
- Belve

#### Game show
- Chi vuol essere milionario? (dal 2018)